# Oxyrhachis ampliata
Oxyrhachis ampliata är en insektsart som beskrevs av Liang och Mckamey 1995. Oxyrhachis ampliata ingår i släktet Oxyrhachis och familjen hornstritar. Inga underarter finns listade i Catalogue of Life.